# 6214 Mikhailgrinev
6214 Mikhailgrinev este un asteroid din centura principală de asteroizi.

## Descriere
6214 Mikhailgrinev este un asteroid din centura principală de asteroizi. A fost descoperit pe 26 septembrie 1971 la Observatorul de Astrofizică din Crimeea de Tamara Smirnova. El prezintă o orbită caracterizată de o semiaxă mare de 3,16 ua, o excentricitate de 0,19 și o înclinație de 2,4° în raport cu ecliptica.